# Edward G. Biester

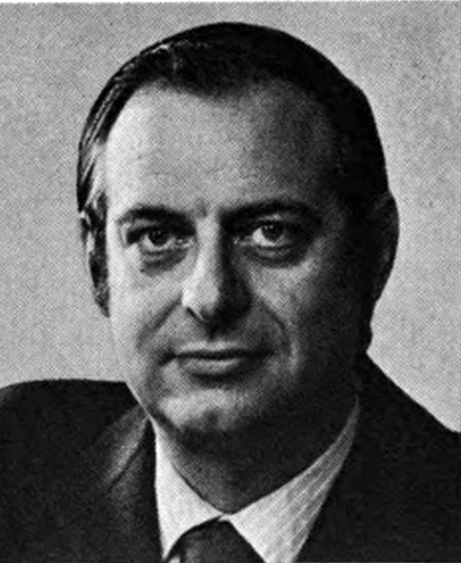
Edward G. Biester

Edward George Biester Jr. (* 5. Januar 1931 in Trevose, Bucks County, Pennsylvania) ist ein ehemaliger US-amerikanischer Politiker. Zwischen 1967 und 1977 vertrat er den Bundesstaat Pennsylvania im US-Repräsentantenhaus.

## Werdegang
Edward Biester besuchte die öffentlichen Schulen in Doylestown und danach bis 1948 die George School in Newtown. Daran schloss sich bis 1952 ein Studium an der Wesleyan University an. Nach einem anschließenden Jurastudium an der Temple University und seiner 1956 erfolgten Zulassung als Rechtsanwalt begann er als Jurist zu arbeiten. Zwischen 1958 und 1964 war er stellvertretender Bezirksstaatsanwalt im Bucks County. Gleichzeitig schlug er als Mitglied der Republikanischen Partei eine politische Laufbahn ein.
Bei den Kongresswahlen des Jahres 1966 wurde Biester im achten Wahlbezirk von Pennsylvania in das US-Repräsentantenhaus in Washington, D.C. gewählt, wo er am 3. Januar 1967 die Nachfolge von Willard S. Curtin antrat. Nach vier Wiederwahlen konnte er bis zum 3. Januar 1977 fünf Legislaturperioden im Kongress absolvieren. In diese Zeit fielen unter anderem das Ende des Vietnamkrieges und die Watergate-Affäre. 1976 verzichtete er auf eine weitere Kandidatur.
In den Jahren 1979 und 1980 war Edward Biester Attorney General von Pennsylvania. Zwischen 1980 und 2006 amtierte er als Berufungsrichter im siebten Gerichtsbezirk seines Staates. Er war auch Mitglied des United States Court of Military Commission Review.